# Marquesado de Mos
El marquesado de Mos es un título nobiliario español creado el 1 de diciembre de 1692 por el rey Carlos II de España a favor de Gabriel Sarmiento de Sotomayor. El 12 de noviembre de 1789, el rey Carlos IV concedió la Grandeza de España al IV titular, Benito Correa y Sotomayor.

## Marqueses de Mos
|                        | Titular                                       | Periodo                |
| Creación por Carlos II | Creación por Carlos II                        | Creación por Carlos II |
| ---------------------- | --------------------------------------------- | ---------------------- |
| I                      | Gabriel Sarmiento Quirós de Sotomayor         | 1692-1706              |
| II                     | Catalina Josefa Sarmiento de Quirós           | 1706-¿?                |
| III                    | Pelayo Antonio Correa de Sotomayor            | ¿?-1778                |
| IV                     | Benito Fernando Correa y Sotomayor            | 1778-1816              |
| V                      | Alonso Correa de Sotomayor Pinto de Sousa     | 1816-1868              |
| VI                     | Antonio Aguilar Correa y Fernández de Córdoba | 1869-1907              |
| VII                    | Fernando de Quiñones de León y Elduayen       | 1910-1918              |
| VIII                   | María Dolores Elduayen y Martínez             | 1919-1929              |
| IX                     | Joaquina Pérez de Castro y Martínez Britto    | 1930-1942              |
| X                      | Mariano Pérez y Pérez de Castro               | 1954-1974              |
| XI                     | Rafael Pérez Blanco                           | 1976                   |
| XII                    | Rafael Pérez-Blanco y Pernas                  | 1980-actual titular    |

## Historia de los marqueses de Mos
- Gabriel Sarmiento Quirós de Sotomayor (m. 1706),[2] I marqués de Mos,[1] diputado general de Galicia y consejero de Hacienda.[3] Caballero de la Orden de Calatrava, testó el 12 de julio de 1706.[4]

Casó con María Bernarda de Alsace Henin Lietard (m. 1729). Sucedió su hija:
- Catalina Josefa Sarmiento de Quirós (Mos, baut. 13 de noviembre de 1687-antes de 1756),[3] II marquesa de Mos.[3]

Casó el 20 de noviembre de 1708 con José Alonso Correa de Sotomayor Mendoza (1674-1740) conde de Villanueva de San Bernardo. Sucedió su hijo:
- Pelayo Antonio Correa de Sotomayor (Salcedo, baut. 30 de marzo de 1713[4]-21 de agosto de 1778[5]) III marqués de Mos.[1]

Casó el 30 de noviembre de 1741, en Láncara, con María Francisca de Yebra Oca Pimentel (1723-1796), hija de Pedro Isidro de Yebra y de María Josefa de Oca y Cadórniga, señora del valle de Láncara. Una hija de este matrimonio, María Vicenta Correa de Sotomayor (m. 1794), contrajo matrimonio con Martín Benito Enríquez y Sarmiento de Valladares (1752-1809) V marqués de Valladares y V vizconde de Meira. Sucedió su hijo:
- Benito Fernando Correa y Sotomayor (Mos, 19 de julio de 1743[4]-5 de enero de 1816), IV marqués de Mos,[1] conde de San Bernardo, vizconde de Pegullal,[5] mariscal de campo y mayordomo mayor.[3]

Casó en primeras nupcias con Joaquina Josefa de Oca y Navia Osorio (m. 6 de enero de 1796) y en segundas el 22 de febrero de 1800 con María Luisa Felicidad Pinto Balsemao de Sousa (m. 1827). Le sucedió su hijo del segundo matrimonio:
- Alonso Correa de Sotomayor Pinto de Sousa (m. c. 1868), V marqués de Mos[3] y senador vitalicio (1853-1868):[7] En 25 de agosto de 1869 sucedió su sobrino:[1]

- Antonio Aguilar Correa y Fernández de Córdoba (Madrid, 30 de julio de 1824-13 de junio de 1907),[8] VI marqués de Mos,[1] VIII marqués de la Vega de Armijo, presidente del Consejo de Ministros y del Congreso de Diputados, embajador en París, presidente de la Academia de Ciencias Morales y Políticas, director de la Real Academia de la Historia y caballero de la Orden del Toisón de Oro.[3]

Casó el 31 de agosto de 1867 con Zenobia Vinyals Barges (m. 1891). En 1910 sucedió un pariente de una rama colateral, hijo de Fernando Quiñones de León y Francisco-Martín, I marqués de Alcedo, grande de España, en 1891, y de  María de los Milagros Elduayen y Martínez Enríquez (Vigo, 27 de octubre de 1858-Roma, 15 de febrero de 1888), VII marquesa de Valladares y descendiente del III marqués de Mos.

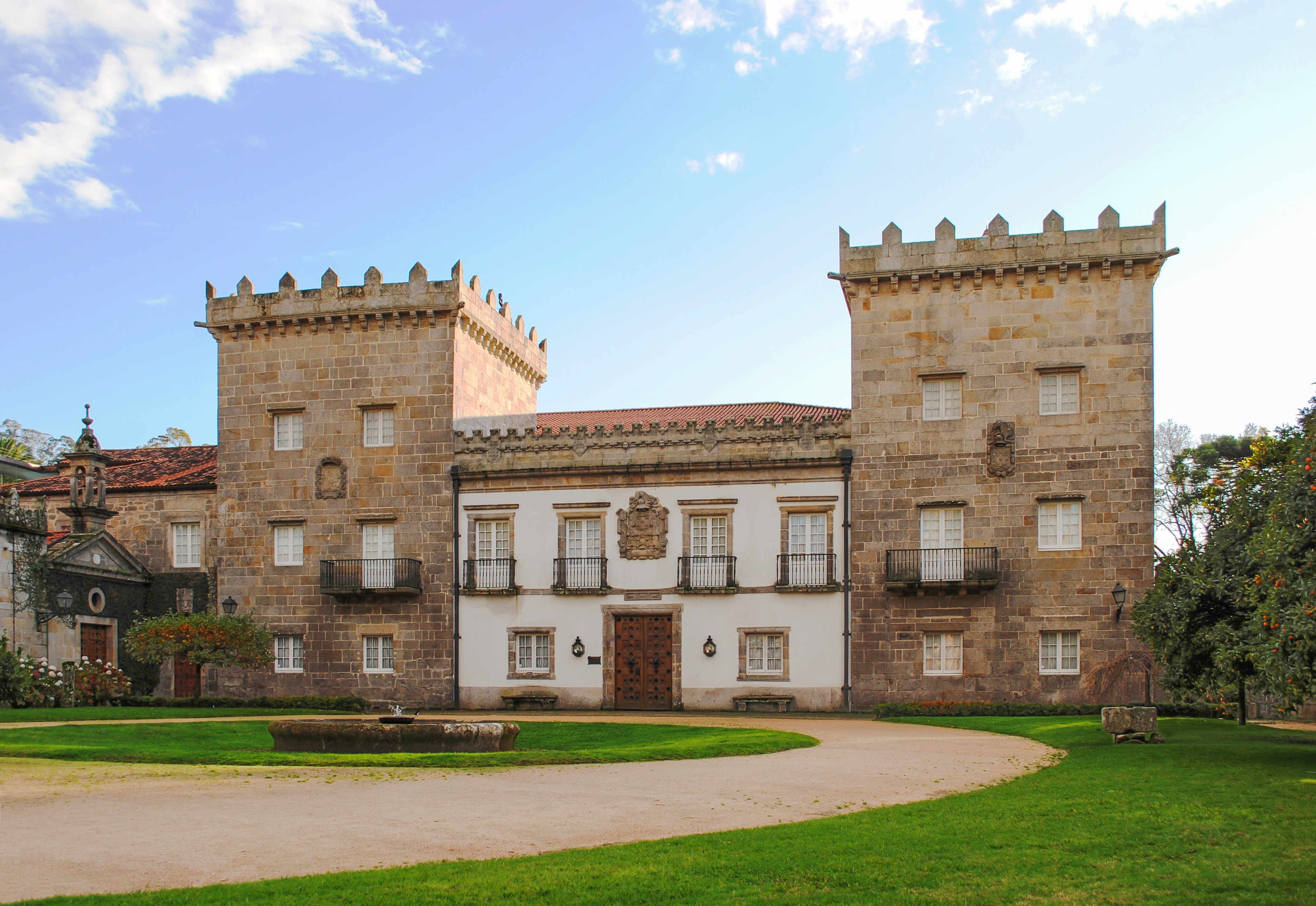
Pazo Quiñones de León hoy el museo Quiñones de León, donado por el padre del VII marqués al Ayuntamiento de Vigo

- Fernando de Quiñones de León y Elduayen (Roma, 8 de octubre de 1883-5 de noviembre de 1918),[12] VII marqués de Mos[3], VIII marqués de Valladares y gentilhombre de cámara con ejercicio y servidumbre desde 1912.[13]

Casó el 17 de octubre de 1907 con Mariana Cristina Saint Georges Whyte, nacida en Irlanda, hija de Charles Cecil Beresford Whyte y Petronila Saint Georges Hallberg. Sucedió su tía materna:
- María de los Dolores Elduayen y Martínez Enríquez (Vigo, 13 de febrero de 1860-Madrid, 1 de febrero de 1929),[15] VIII marquesa de Mos,[3] IX marquesa de Valladares, grande de España, y II marquesa del Pazo de la Merced.

Casó el 24 de abril de 1882, en el palacio de la duquesa de Medina de las Torres en Sevilla, con Miguel López de Carrizosa y Giles (m. 21 de julio, II marqués de Mochales, X marqués de Casa Pavón y ministro de la Corona. No hubo descendencia de este matrimonio.  María Dolores adoptó a su sobrina nieta, María del Perpetuo Socorro de Liencres y Elduayen, hija de María de Elduayen y Ximénez de Sandoval, que falleció una semana después del parto, y de Ángel Fernández de Liencres y de la Viesca, III marqués de Nájera y V marqués del Donadío. Sucedió su prima:
- Joaquina Pérez de Castro y Martínez Brito (Vigo, 23 de agosto de 1858-La Coruña, 16 de febrero de 1942),[19] IX marquesa de Mos y X marquesa de Valladares.[20]

Casó en el 16 de mayo de 1887 con Rafael Pérez Sala (m. 8 de enero de 1928), vicecónsul de Italia en Vigo y caballero y comendador ordinario de la Orden de Carlos III. En 23 de abril de 1954 sucedió su hijo:
- Mariano Pérez y Pérez de Castro (Vigo, 30 de septiembre de 1885-Vigo, 13 de diciembre de 1974),[23] X marqués de Mos[3] y XI marqués de Valladares.[24]

Casó el 15 de diciembre de 1923, en Santiago de Compostela, con María Asunción Blanco Peresanz (Santiago de Compostela, 28 de febrero de 1898-13 de diciembre de 1974) hija de Marcelino Blanco de la Peña y de Celestina Pérez Esteso. Sucedió su hijo:
- Rafael Pérez Blanco (Vigo, 12 de octubre de 1926-14 de abril de 1976), XI marqués de Mos[26][27]

Casó el 30 de octubre de 1952, en Madrid, con Elena Pernas Martínez, hija de José Pernas Peña y de Elena Martínez Feduchi, nieta de los condes de las Cinco Torres. Sucedió su hijo:
- Rafael Pérez-Blanco y Pernas, XII marqués de Mos.[29]

Casó en mayo de 1993 con Beatriz Díez-Labín y Gázquez.